# Musée de l'Albanais
Le musée de l'Albanais, fondé par les Amis du vieux Rumilly et de l'Albanais, a pour thème l'histoire, l'archéologie, les arts décoratifs, la technique et l'industrie. Il est surtout spécialisé sur la généalogie des princes de Savoie et sur l'histoire de la Savoie jusqu'à l'annexion française de 1860. Il présente également l'historique de la ville de Rumilly et plus généralement de la région de l'Albanais.

## Histoire
Ce musée s'est constitué, au départ, essentiellement autour des collections privées du fondateur Louis Buttin. Ce passionné d'art et collectionneur minutieux, a réussi à constituer au fil des années un très bel ensemble d'armes, de portraits, de documents anciens, de témoignages généalogiques des  princes de Savoie.
Par la suite, grâce à de nombreux dons de particuliers et de professionnels, le musée de l'Albanais a pu s'enrichir de nombreuses poteries, d'outils divers et variés, plans et enfin de photographies d'intérêt historique.
Ces collections sont présentées, depuis le 1er mai 2013, au musée de Rumilly.

## Architecture
Durant le mois de juillet 1991, le musée a été établi dans l'ancienne manufacture des tabacs. Ce bâtiment a été entièrement réhabilité afin d'accueillir le musée au rez-de-chaussée de l'aile sud. L'édifice fut construit vers 1865 au lendemain de l'Annexion de la Savoie à la France.